# Hof ter Zielbeek

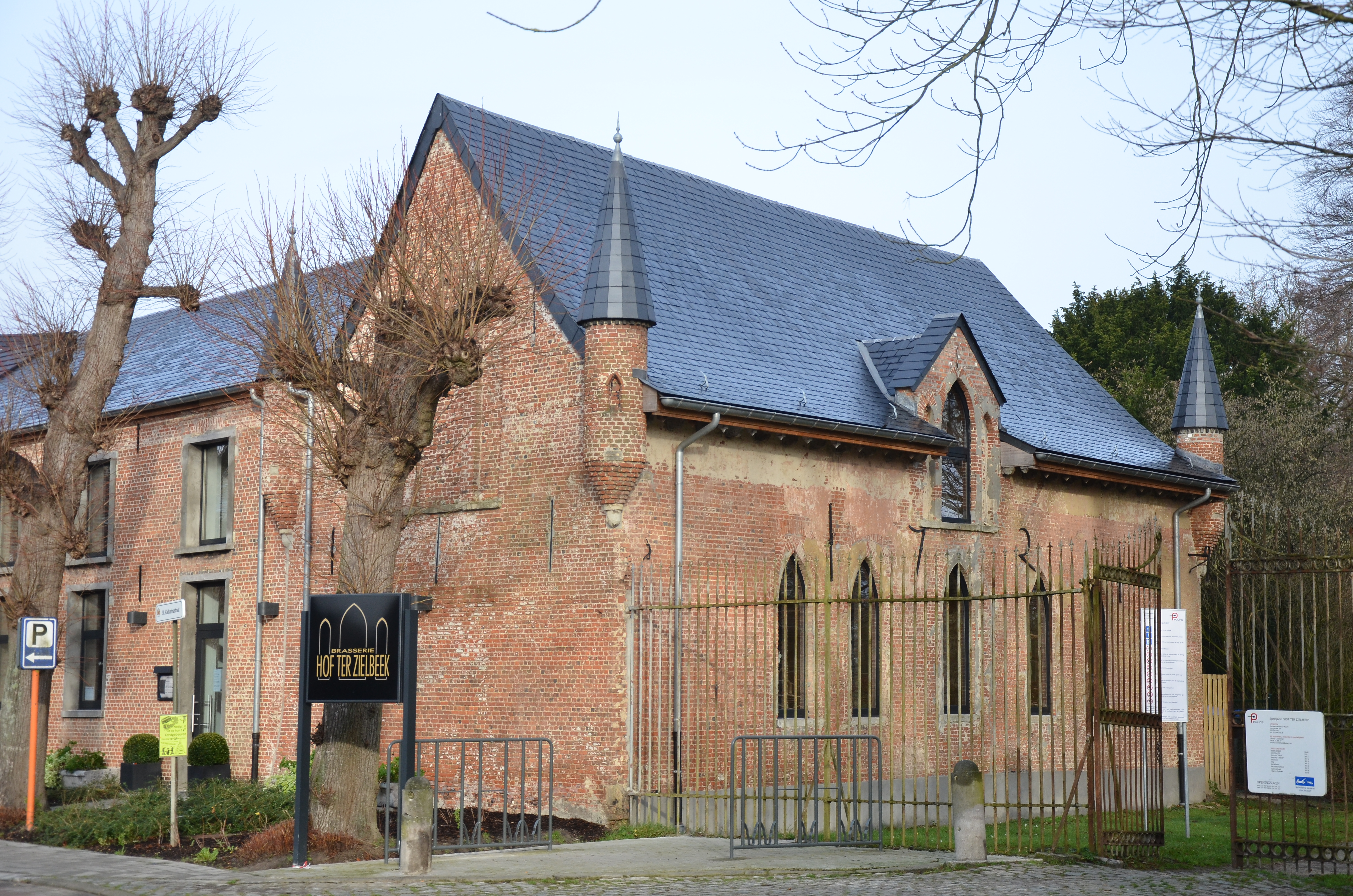
Hof ter Zielbeek

Het Hof ter Zielbeek is een voormalig kasteel en gemeentelijk domein in de tot de Antwerpse gemeente Puurs-Sint-Amands behorende plaats Sauvegarde, gelegen aan de Sint-Katharinastraat 191.

## Geschiedenis
Vanouds stond hier een waterkasteel dat het Ooievaarsnest werd genoemd. In 1820 werd dit bij een overstroming vernield. Het werd in 1821-1829 vervangen door een neoclassicistisch kasteel dat op zijn beurt werd gesloopt in 1949.

## Domein
Een aantal bijgebouwen bleef bestaan, waaronder voormalige stallen en koetshuis, mogelijk in 1968 omgevormd tot woonhuis. De kern van deze gebouwen gaat terug tot de 18e eeuw (mogelijk tot 1721, gezien muurankers met dit jaartal). De oostvleugel is in neogotische stijl en heeft een erkertorentje. In de bijgebouwen is een brasserie gevestigd.
Een kapel en een oranjerie van 1897 zijn nog aanwezig in het park. Verder vindt men er een achtkant paviljoentje en een Lourdesgrot van 1941 waarbij in 1944 een kruisweg werd opgericht.
Het domein ligt aan de Zielbeek en omvat ook enkele vijvers. Het sluit aan op een nieuw bos dat Ooievaarsnest wordt genoemd.